# Tòa nhà Quốc hội Việt Nam
Nhà Quốc hội hay Tòa nhà Quốc hội Việt Nam, còn có tên gọi khác là Hội trường Ba Đình mới, là trụ sở làm việc và nơi diễn ra các phiên họp toàn thể của Quốc hội Việt Nam. Nhà Quốc hội được khởi công xây dựng vào năm 2009 tại khu trung tâm chính trị Ba Đình. Tòa nhà tọa lạc trên đường Độc Lập, nhìn ra Quảng trường Ba Đình, đối diện với Lăng Chủ tịch Hồ Chí Minh và nằm cạnh khu di tích khảo cổ 18 Hoàng Diệu. Tòa nhà là công trình công sở có quy mô lớn và phức tạp nhất được xây dựng tại Việt Nam từ sau ngày thống nhất đất nước với kiến trúc hiện đại tích hợp các giải pháp ứng dụng công nghệ, thiết bị tiên tiến phức tạp.
Công trình Nhà Quốc hội mất 15 năm (1999–2014) từ khi phôi thai ý tưởng cho đến lúc khánh thành đã tạo ra vô vàn tranh luận trong xã hội cũng như các phương tiện thông tin đại chúng từ vị trí xây dựng, bảo tồn di tích đến phương án kiến trúc. Việc xây dựng Nhà Quốc hội cũng dẫn đến cuộc khai quật khảo cổ lớn nhất tại Việt Nam ở địa chỉ 18 Hoàng Diệu. Công ty tư vấn kiến trúc Gerkan, Marg und Partner International GmbH của Cộng hòa Liên bang Đức đã nhận Giải thưởng Lớn – giải thưởng cao nhất trong Giải thưởng Kiến trúc Quốc gia năm 2014 của Hội Kiến trúc sư Việt Nam cho công trình Nhà Quốc hội.
Hiện có rất nhiều đề xuất việc mở cửa Nhà Quốc hội cho người dân và cử tri vào tham quan rộng rãi, nhất là khu trưng bày khảo cổ và nghệ thuật đương đại dưới tầng hầm, cho phép người tham quan được dự thính các phiên họp của Quốc hội nhưng trên thực tế chưa được thực hiện. Việc tham quan chỉ hạn chế ở các đoàn khách thông qua việc đăng ký tại Văn phòng Quốc hội và các văn phòng Đoàn đại biểu Quốc hội ở địa phương với thư giới thiệu của Cơ quan Nhà nước, chính quyền phường xã, tổ dân phố.

## Ý tưởng
Ý tưởng về việc thiết kế và thi công xây dựng Nhà Quốc hội đã được hình thành ngay từ khi Tiếp quản Thủ đô Hà Nội. Tháng 3 năm 1960, một trăm chuyên gia, cán bộ, công nhân Việt Nam được Chính phủ triệu tập, nhận lệnh đi Bắc Kinh trong 9 tháng với các mục đích: Học hỏi kinh nghiệm thiết kế và xây dựng nhà Quốc hội; trực tiếp làm các công việc chế tạo sản phẩm có liên quan đến nhà Quốc hội; tham quan mười công trình lớn của Bắc Kinh vừa khánh thành năm 1959, đặc biệt là Đại lễ đường Nhân dân (tức Nhà Quốc hội Trung Quốc).
Cùng thời điểm đó, ở Việt Nam nhóm chuyên  gia Trung Quốc cùng với các kiến trúc sư Việt Nam như Nguyễn Hữu Tiềm, Hoàng Như Tiếp, Ngô Huy Quỳnh tiến hành thiết kế nhà Quốc hội Việt Nam trong ngôi nhà trên khu vực trường đua ngựa Hoàng Hoa Thám. Khu đất này (tức Cung thể thao Quần Ngựa ngày nay) được dự kiến dành để xây dựng nhà Quốc hội Việt Nam. Nhóm chuyên gia Trung – Việt đã hoàn chỉnh đồ án thiết kế mô hình nhà Quốc hội Việt Nam và trưng bày sản phẩm thiết kế tại trụ sở Bộ Xây dựng. Nhóm chuyên gia đã báo cáo Chủ tịch Hồ Chí Minh cùng các vị lãnh đạo nhà nước Việt Nam. Chủ tịch Hồ Chí Minh có ý kiến là khi đó đất nước chưa thống nhất lại còn nghèo, khi nào đất nước thống nhất sẽ xây nhà Quốc hội đàng hoàng hơn, to đẹp hơn, trước mắt chỉ nên xây một hội trường có quy mô vừa phải làm nơi họp tạm thời, "không có gì phải xấu hổ vì không có hội trường lớn". Khi các chuyên gia Trung Quốc về nước, đại diện lãnh đạo Việt Nam cảm ơn và thông báo đại ý: do tình hình thế giới và trong nước, nên chưa có điều kiện thi công nhà Quốc hội.
Năm 1964, chiến tranh phá hoại miền Bắc lần thứ nhất đã khiến kế hoạch xây nhà Quốc hội bị ngưng lại hẳn. Kiến trúc sư Nguyễn Cao Luyện và một số kiến trúc sư khác được giao thiết kế, xây dựng Hội trường Ba Đình, hoàn thành năm 1963. Hội trường Ba Đình được dự kiến là nơi họp tạm thời nên kiến trúc và quy mô xây dựng chỉ ở mức độ khiêm tốn.
Ý tưởng xây dựng một hội trường khang trang, hiện đại của quốc gia biểu trưng cho thời kỳ phát triển mới của Việt Nam được thủ tướng Võ Văn Kiệt đề xuất. Khoảng năm 1998–1999, Chính phủ ra chủ trương xây một trung tâm hội nghị lớn, hiện đại và giao cho Bộ Xây dựng chuẩn bị. Bộ Xây dựng đề xuất vị trí khu 18 Hoàng Diệu vì cả khu đất khá rộng mới chỉ có hội trường Ba Đình. Khi đưa vấn đề này ra Quốc hội thì có ý kiến đề nghị phải xây Nhà Quốc hội, bởi Quốc hội các nước đều có trụ sở riêng, trong khi Quốc hội Việt Nam suốt mấy chục năm vẫn họp chung ở hội trường Ba Đình, từ đó dẫn đến ý tưởng làm Nhà Quốc hội gắn liền với hội trường Ba Đình mới làm Trung tâm Hội nghị Quốc gia.

## Dự án và thiết kế

### Thành lập dự án

#### Giai đoạn 2002–2006

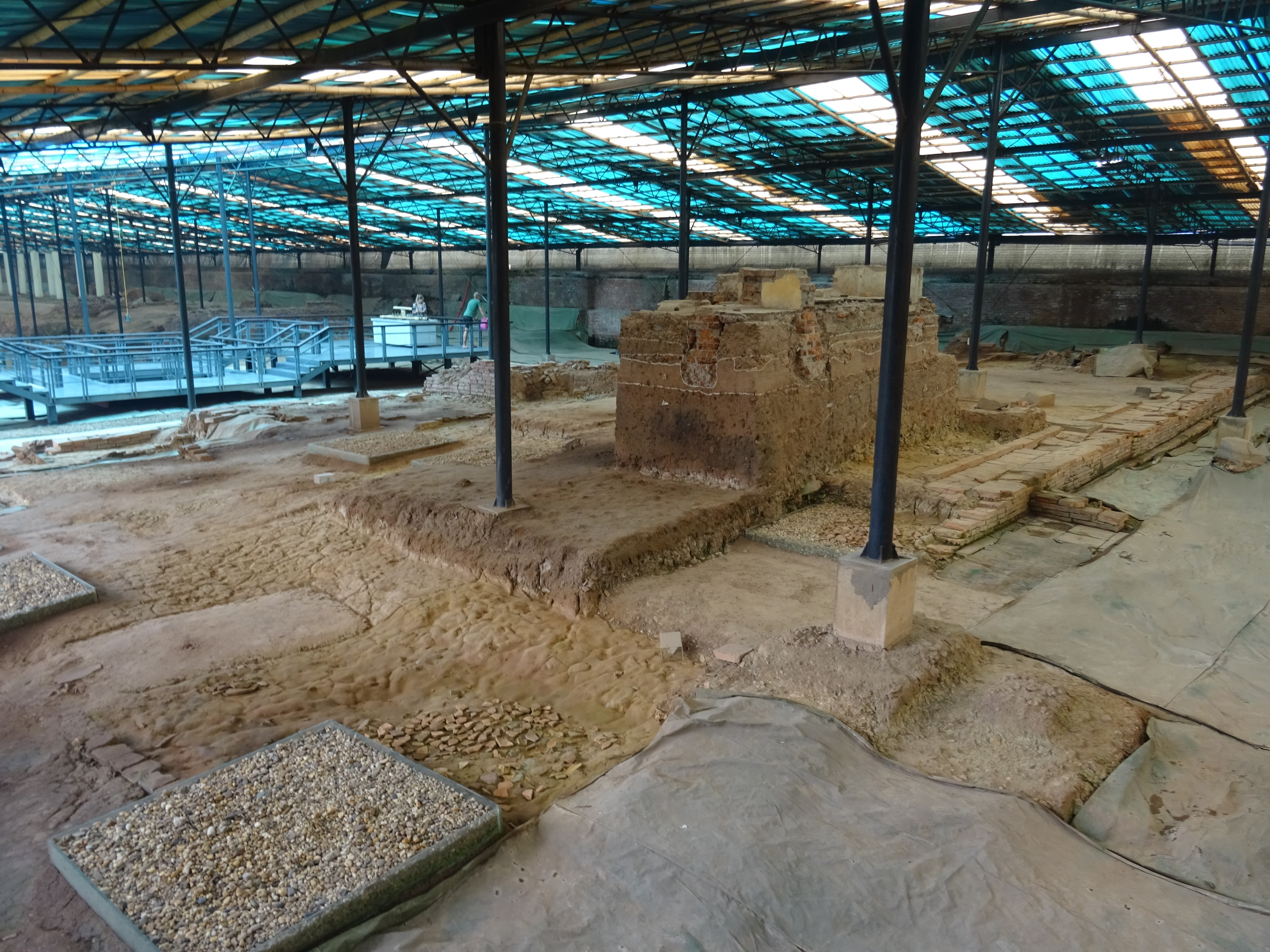
Di tích khảo cổ phát lộ tại địa chỉ 18 Hoàng Diệu là di tích lớn nhất và giá trị nhất từng khai quật tại Việt Nam

Tháng 10 năm 2002, Chính phủ thành lập Ban Chỉ đạo xây dựng Nhà Quốc hội và Hội trường Ba Đình (mới) do Phó Thủ tướng Chính phủ Nguyễn Tấn Dũng làm Trưởng ban. Dự án được quyết định cho tiến hành theo "Báo cáo nghiên cứu khả thi Dự án" được Thủ tướng Chính phủ Phan Văn Khải phê duyệt. Cuối năm 2002, phương án được lựa chọn là xây nhà Quốc hội và hội trường Ba Đình mới trên khu đất 18 Hoàng Diệu, giới hạn bởi các đường Hoàng Diệu, Hoàng Văn Thụ, Độc Lập, tức là ngay bên phải hội trường Ba Đình. Theo phương án này, hội trường Ba Đình được giữ lại nguyên vẹn.
Năm 2003, khi tiến hành khảo sát vị trí xây dựng Nhà Quốc hội tại 18 Hoàng Diệu, người ta đã cho dọn dẹp khu đất để chuẩn bị thi công và Viện Khảo cổ học tiến hành khai quật khảo cổ theo quy định của Luật Di sản văn hóa. Hội nghị thông báo khảo cổ năm 2003 đã tạo nên sự chú ý của dư luận và giới nghiên cứu khoa học quanh di chỉ khảo cổ tại chính nơi dự định xây toà nhà Quốc hội mới. Đây là cuộc khai quật lớn nhất trong số 6 cuộc khảo cổ lịch sử được thông báo, với diện tích 14.000m². Cuộc khai quật khu vực này đã kéo dài 1 năm với 14 hố khai quật, tìm thấy hàng triệu cổ vật và di vật cực kỳ quí giá. Di chỉ này nằm đúng chỗ xây dựng toà nhà Quốc hội theo dự định.

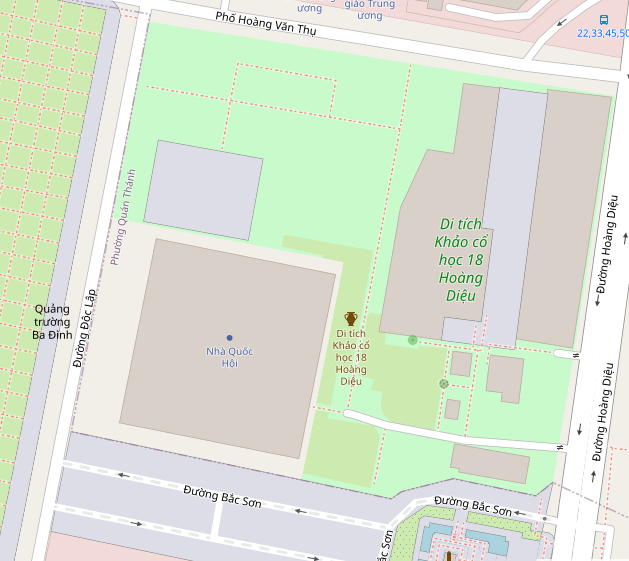
Vị trí Nhà Quốc hội sau khi hoàn thành và Khu khảo cổ học 18 Hoàng Diệu. Thiết kế Nhà Quốc hội ban đầu nằm gần phố Hoàng Văn Thụ và bao gồm toàn bộ diện tích khu khảo cổ

Sáng 26 tháng 9 năm 2003, một hội thảo bất thường đã được tổ chức tại Trung tâm Khoa học Xã hội và Nhân văn quốc gia (Hà Nội) để bàn về giá trị và đề xuất giải pháp bảo tồn và phát huy giá trị di tích thuộc khu vực toà nhà Quốc hội và khu Ba Đình. Lần đầu tiên, một nền cung điện thời Lý – Trần và một khu Hoàng thành thời Lý được phát hiện trong tình trạng gần như còn nguyên vẹn. Đây cũng là vấn đề gây tranh cãi nhất trong hội thảo này sinh ra hai luồng ý kiến. Một thì muốn giữ nguyên khu di chỉ khảo cổ này, không tiến hành quy hoạch nữa, còn số khác thì cho rằng chỉ nên giữ lại một số hố khảo cổ và vẫn tiếp tục xúc tiến dự án xây dựng toà nhà Quốc hội.
Không chỉ trong giới chuyên gia khảo cổ – lịch sử mà tranh luận cũng diễn ra kịch liệt giữa các đại biểu Quốc hội, các thành viên Chính phủ, lãnh đạo Đảng thời điểm đó và cả những lãnh đạo đã về hưu. Ngày 25 tháng 9 năm 2003, Uỷ ban Thường vụ Quốc hội đã làm việc về nhiệm vụ thiết kế Nhà Quốc hội và Hội trường Ba Đình (mới), nhưng cuộc họp đã không đưa ra được kết luận về nhiệm vụ thiết kế vì những vướng mắc từ cuộc khai quật khảo cổ đang diễn ra ngay trên khu đất sẽ xây dựng. Vấn đề xây hay không xây nhà Quốc hội trên khu đất dự kiến đã phải dừng lại để xin ý kiến từ Bộ Chính trị.
Bộ trưởng Nguyễn Hồng Quân, đại diện cho chủ đầu tư dự án cũng lo ngại công trình Nhà Quốc hội bị ảnh hưởng bởi di tích. Bộ Xây dựng đề xuất tìm địa điểm bên ngoài để xây nhà Quốc hội và hội trường Ba Đình mới nhưng vấp phải sự phản đối kịch liệt của các nguyên lãnh đạo và nhiều nhà lãnh đạo với quan điểm Nhà Quốc hội phải ở trung tâm chính trị Ba Đình. Sự việc càng phức tạp khi cần xây dựng  một công trình lớn để tổ chức Hội nghị APEC Việt Nam 2006. Tháng 10 năm 2003, Bộ chính trị đã ra quyết định hoãn xây dựng tòa nhà quốc hội mới tại quảng trường Ba Đình để giới khoa học có thời gian tiếp tục khai quật di tích hoàng thành Thăng Long. Chính phủ đã tạm gác chuyện xây Nhà Quốc hội lại, tập trung tìm địa điểm xây dựng Trung tâm hội nghị quốc gia.
Khi quay lại với công việc xây dựng nhà Quốc hội, nhiều vị trí xây dựng khác được đề xuất: khu 37 Hùng Vương; khu đất gần Bảo tàng Lịch sử Quân sự Việt Nam; chỗ sân vận động Cột Cờ (kế bên trụ sở Bộ Quốc phòng, đường Nguyễn Tri Phương); bên trái hội trường Ba Đình (phía sau nhà Đại tướng Võ Nguyên Giáp và trụ sở Bộ Ngoại giao,...). Nhưng rồi không phương án nào được ủng hộ.

#### Giai đoạn 2007–2009

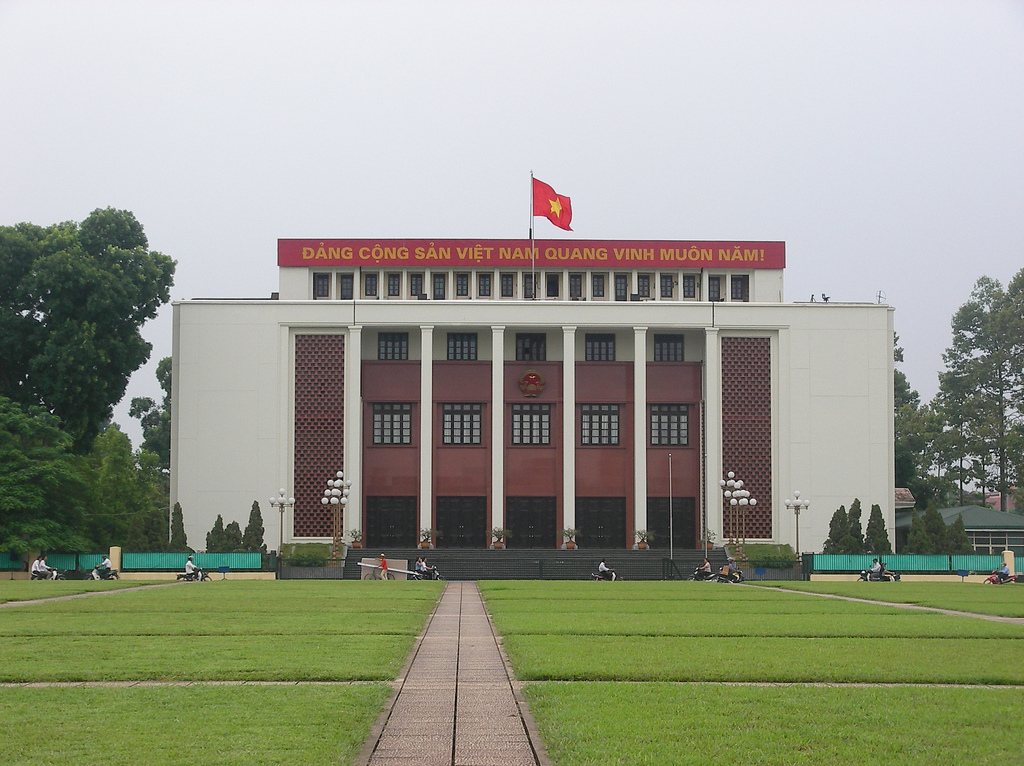
Hội trường Ba Đình được tháo dỡ hoàn toàn vào năm 2008 để lấy mặt bằng xây dựng Nhà Quốc hội

Tháng 4 năm 2007, Quốc hội thông qua Nghị quyết về phương án quy hoạch, xây dựng nhà quốc hội. Theo đó Quốc hội quyết định vị trí xây dựng Nhà Quốc hội tại lô D khu Trung tâm chính trị Ba Đình; yêu cầu tổ chức thi tuyển phương án quy hoạch, kiến trúc Nhà Quốc hội với sự tham gia của các tổ chức tư vấn thiết kế trong nước và quốc tế. Hội trường Ba Đình lịch sử được quyết định cho đập bỏ.
Việc cho tháo dỡ Hội trường Ba Đình lại gây ra một làn sóng tranh luận sôi nổi trong xã hội và trên báo chí. Nổi bật nhất là việc nguyên Thủ tướng Võ Văn Kiệt gửi thư đến báo Thanh Niên và Đại tướng Võ Nguyên Giáp gửi thư đến Báo Đại Đoàn Kết, đồng thời cả hai gửi thư đến các lãnh đạo Nhà nước Việt Nam đề nghị giữ lại Hội trường Ba Đình, chuyển vị trí xây Nhà Quốc hội đi chỗ khác và xem xét kỹ lưỡng phương án thiết kế Nhà Quốc hội mới.
Tháng 7 năm 2007, Chính phủ thành lập Ban Chỉ đạo xây dựng Nhà Quốc hội do Phó Thủ tướng Thường trực Chính phủ Nguyễn Sinh Hùng làm Trưởng ban. Ông Nguyễn Sinh Hùng quyết định việc tổ chức tháo dỡ Hội trường Ba Đình và các công trình kiến trúc trong khuôn viên Hội trường Ba Đình cần hoàn thành trong tháng 11 năm 2007.
Tháng 5 năm 2008, Thủ tướng Chính phủ ban hành Văn bản số 734/TTg-KTN chấp thuận lựa chọn phương án kiến trúc Nhà Quốc hội, chỉ định thầu đơn vị Tư vấn thiết kế lập dự án đầu tư xây dựng và thiết kế xây dựng dự án Nhà Quốc hội.
Từ năm 2008 đến năm 2009, Liên danh kiến trúc – kỹ thuật gmp International GmbH - Inros Lackner AG tiến hành điều chỉnh và hoàn thiện đồ án chi tiết thiết kế dự án Nhà Quốc hội để tiến hành xây dựng.

### Phương án thiết kế

#### Cuộc thi tuyển phương án kiến trúc
Do quy mô lớn và tính chất phức tạp của công trình, thủ tướng Võ Văn Kiệt yêu cầu phải thi tuyển phương án kiến trúc. Có 25 phương án dự thi của 22 tổ chức thiết kế đến từ 12 quốc gia, ban tổ chức đã lập hội đồng chấm thi gồm những chuyên gia hàng đầu Việt Nam và bốn thành viên nước ngoài do Hiệp hội Kiến trúc sư quốc tế đề cử. Kết quả, phương án số 17 của Văn phòng kiến trúc gmp International GmbH (Cộng hòa Liên bang Đức) đoạt giải nhất. Các chuyên gia trong lĩnh vực kiến trúc cho rằng cuộc thi đã được tổ chức một cách thiếu chuyên nghiệp, không theo các tiêu chuẩn của cuộc thi quốc tế dành cho những công trình tầm cỡ như Nhà quốc hội dẫn đến số lượng và chất lượng các đồ án tham gia dự thi đều chưa đạt yêu cầu.
Từ ngày 2 tháng 9 đến ngày 15 tháng 9 năm 2007, tại phòng 101, Trung tâm Hội nghị Quốc gia đã diễn ra triển lãm các phương án thiết kế kiến trúc nhà Quốc hội để trưng cầu ý kiến của người dân, các chuyên gia trong lĩnh vực thiết kế, kiến trúc nhằm nghiên cứu lựa chọn phương án thiết kế tối ưu. Triển lãm trưng bày 17 phương án thiết kế kiến trúc nhà Quốc hội mới. Thứ trưởng Bộ Xây dựng Trần Ngọc Chính (Chủ tịch hội đồng tuyển chọn phương án thiết kế nhà Quốc hội mới) cho biết trong 17 phương án, có một phương án được giải A và bốn giải khuyến khích; sau khi trưng bày trong khoảng thời gian hai tuần để lấy ý kiến nhân dân, hội đồng tuyển chọn sẽ tổ chức một buổi hội thảo của Hội Kiến trúc sư Việt Nam và các hội nghề nghiệp khác góp ý bổ sung hoàn thiện cho các phương án được chọn. Kết quả sẽ được đệ trình lên Chính phủ quyết định phương án cuối cùng.
Tranh luận về các phương án kiến trúc lại tiếp tục diễn ra trên các phương tiện truyền thông. Nhiều ý kiến, đặc biệt của giới kiến trúc sư Việt Nam cho rằng chưa có phương án nào trong cả 17 phương án là tối ưu và đáp ứng được các yêu cầu. Tuy nhiên phương án L787 (tức phương án đạt giải A) vẫn chiếm ưu thế với số phiếu bình chọn cao nhất sau khi kiểm phiếu thăm dò ý kiến người tham quan triển lãm.

#### Phương án được lựa chọn

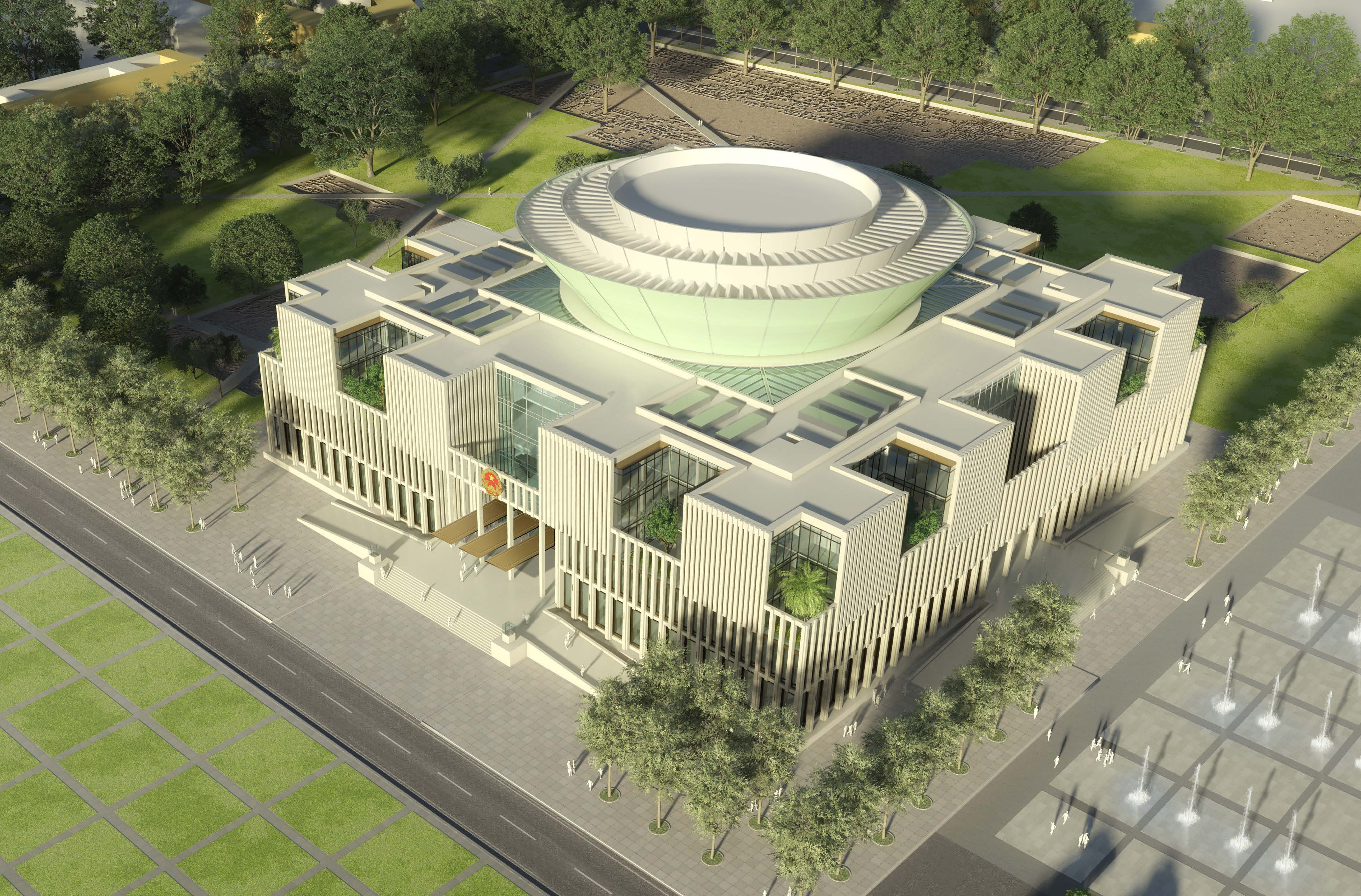
Mô hình Nhà Quốc hội sau khi chỉnh sửa thiết kế về kích thước 102m × 102m

Năm 2008, Chính phủ quyết định trình phương án được giải A của gmp International GmbH ra Quốc hội. Bộ trưởng Bộ Xây dựng Nguyễn Hồng Quân thông tin rằng: "Hội đồng kiến trúc sư hơn 30 vị thì nhất trí rất cao (với phương án này), Thủ tướng cũng đồng tình, đưa đi triển lãm ba miền thì phương án này được người dân bỏ phiếu cao nhất". Dù đa số các thành viên Ủy ban thường vụ Quốc hội đồng tình với phương án kiến trúc thì vẫn có những ý kiến muốn thay đổi các chi tiết của thiết kế.
Cuối cùng, phương án kiến trúc Nhà Quốc hội được lựa chọn là phương án đoạt giải A trong cuộc thi tuyển Phương án kiến trúc Nhà quốc hội (2007) với một số nâng cấp và điều chỉnh như: thu hẹp kích thước về 102m × 102m và vị trí lùi không quá 20m về phía Đông khuôn viên Hội trường Ba Đình, mật độ xây dựng tối đa tại Lô D là 40% kết hợp với xây dựng các công trình phụ trợ phục vụ cho công tác bảo tồn di tích tại 18 Hoàng Diệu. Bộ Xây dựng chỉ định đơn vị tư vấn thiết kế đã đạt giải A là Liên danh Gmp International GmbH và Inros Lackner AG (Cộng hòa Liên bang Đức) lập "Dự án đầu tư xây dựng và thiết kế xây dựng Nhà Quốc hội".
Kiến trúc sư Dirk Heller đại diện cho nhóm tác giả đồ án thiết kế kiến trúc đã cho rằng "khó khăn nhất là ai cũng muốn nói vào, muốn đưa cái nọ, cái kia vào công trình" và khi nhóm tác giả phải đưa vào bản thiết kế rất nhiều thay đổi thì "việc phát triển và chấp nhận một cái mới, cái khác đi thì là cả một quá trình".

### Thi công
Ngày 12 tháng 10 năm 2009, dự án Nhà Quốc hội được Thủ tướng Nguyễn Tấn Dũng tuyên bố khởi công xây dựng. Về tiến độ xây dựng nhà quốc hội, ban đầu Chính phủ đặt kế hoạch hoàn thành vào năm 2010, đúng dịp Đại lễ 1000 năm Thăng Long. Tuy nhiên do việc sửa đổi phương án kiến trúc kéo dài nên tại thời điểm khởi công, dự án được dự kiến hoàn thành, đưa vào sử dụng trong quý 3 năm 2012.
Chủ đầu tư dự án là Bộ Xây dựng. Liên danh gmp International GmbH - Inros Lackner AG (Cộng hòa Liên bang Đức) làm tư vấn chính. Tư vấn phụ là Tổng công ty Tư vấn xây dựng Việt Nam (VNCC) và Công ty cổ phần Tư vấn đầu tư và thiết kế xây dựng Việt Nam (CDC). Chủ nhiệm lập dự án là kiến trúc sư Nikolaus Goetze (giám đốc Công ty gmp International GmbH) và kỹ sư Otmar Haas (giám đốc dự án Công ty Inros Lackner AG). Các nhà thầu chính bao gồm:
- Tổng công ty Sông Đà: Hầm, móng, toàn bộ phần thân và công tác hoàn thiện công trình[4]
- Tổng công ty Xây dựng Hà Nội (HANCORP) và  Tổng công ty Xây dựng và phát triển hạ tầng (LICOGI): cọc công trình
- Công ty cổ phần Tư vấn công nghệ, thiết bị và Kiểm định xây dựng (CONINCO): giám sát thi công

Công trình sử dụng tổng cộng 65 nhà thầu và hoàn thành sau 2,5 triệu ngày công lao động của các cán bộ kỹ thuật, công nhân lành nghề và người lao động. Nhiều công nghệ thi công chưa từng có ở các công trình xây dựng dân dụng trong nước như: sử dụng cần cẩu có sức nâng 1250 tấn, lắp đặt 8 cột thép tổ hợp đỡ toàn bộ Phòng họp chính. Mỗi cột thép có kết cấu đặc biệt, cao 15m, nặng 77 tấn.
Nhà Quốc hội được thiết kế là "tòa nhà thông minh" nên sử dụng nhiều công nghệ tối tân và thiết bị nhập khẩu từ nước ngoài. Các yếu tố về tiết kiệm năng lượng, sử dụng bằng năng lượng mặt trời, tiết kiệm nước… đều áp dụng công nghệ. Hệ thống thoát khói, nhiệt thông minh, khi hệ thống điều khiển trung tâm nhận được tín hiệu khẩn cấp như hỏa hoạn thì toàn bộ cửa sẽ tự động mở, hệ thống rèm ngăn khói lửa sẽ hạ xuống. Hệ thống rèm ngăn khói lửa với khổ rất lớn 5m × 6m làm bằng chất liệu đặc biệt, có khả năng ngăn chặn khói, lửa nhưng vẫn đảm bảo để người chạy thoát ra ngoài. Phần kính lắp đặt bên ngoài toà nhà có màu sắc hài hoà với cảnh quan nhưng vẫn đảm bảo từ bên ngoài nhìn vào không làm lộ các chi tiết. Lần đầu tiên tại Việt Nam, từng tấm kính được gia công đơn chiếc, thể hiện rõ tại đáy phòng họp chính, ốp kính kiểu xương cá với nhiều bán kính cong.
Nhà Quốc hội không được tổ chức lễ khánh thành mà chính thức đưa vào sử dụng trực tiếp từ ngày 20 tháng 10 năm 2014 tại Buổi lễ khai mạc Kỳ họp thứ 8, Quốc hội Việt Nam khóa XIII.

## Kiến trúc

### Địa điểm

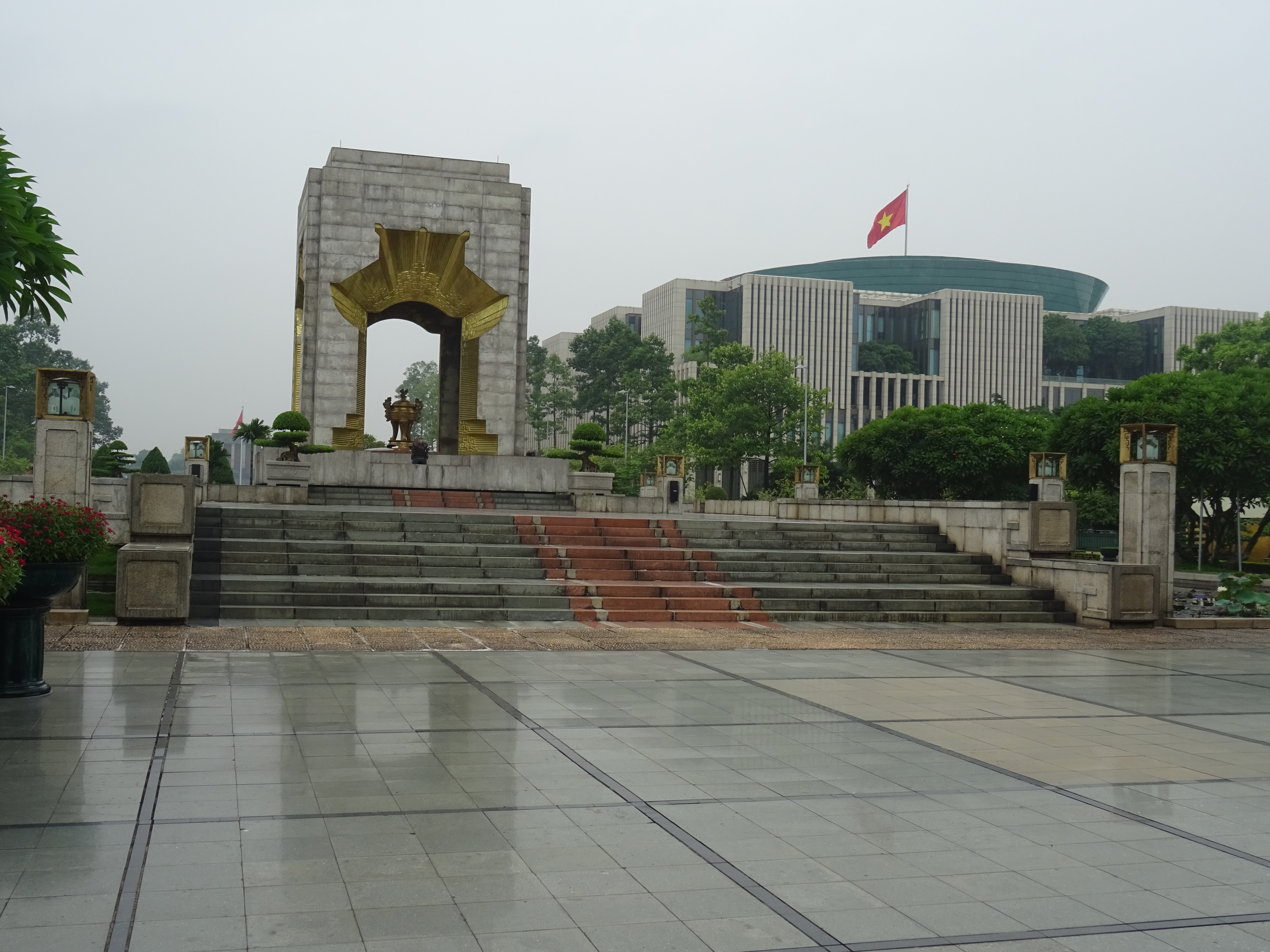
Nhà Quốc hội nhìn từ Đài tưởng niệm Bắc Sơn

Tổng mặt bằng khu vực xây dựng Nhà Quốc hội trong khu Trung tâm chính trị Ba Đình (khoảng 22 ha) được xác định như sau: 
- Phía Bắc là đường Hoàng Văn Thụ
- Phía Nam là đường Điện Biên Phủ, Lô E
- Phía Đông là đường Hoàng Diệu, tiếp giáp với Thành cổ Thăng Long
- Phía Tây là đường Độc Lập, Quảng trường Ba Đình.

Tòa nhà Quốc hội nằm ở góc đường Độc Lập giao với đường Bắc Sơn. Đường Bắc Sơn được thiết kế thành Quảng trường phía trước Đài tưởng niệm Bắc Sơn.

### Ý nghĩa biểu tượng
Nhà Quốc hội là một khối lập phương, mặt bằng hình vuông biểu trưng cho "đất", "người mẹ", ở giữa là Phòng họp chính hình tròn tượng trưng cho "trời", "người cha". Cũng có thể xem hai khối kiến trúc này như hình ảnh bánh chưng – bánh giầy.
Phòng họp Quốc hội ở giữa có nở ra từ đáy lên nóc, được đặt trên tám cột tròn bao quanh sảnh chính, vách nghiêng hướng ra ngoài như hình tượng một vương miện quý giá.  Tòa nhà gần như được bọc kính trong suốt vừa để thể hiện cơ quan quyền lực cao nhất của nhà nước nhưng cũng là cơ quan dân cử, để gần dân hơn, đồng thời thể hiện ý nghĩa công khai, minh bạch hoạt động của Quốc hội.

### Bố trí không gian
Công trình nhà Quốc hội gồm năm tầng nổi và hai tầng chìm, tổng chiều cao công trình khoảng 39m, tổng diện tích mặt sàn 63.240m² với 540 phòng. Tòa nhà có hai khối chính: Phòng họp ở giữa hình tròn và Khối nhà bao xung quanh hình vuông. Nhà Quốc hội có tổng số hơn 80 phòng họp lớn nhỏ, trong đó có hai hội trường lớn cũng là hai phòng họp chính: Phòng họp Quốc hội (đặt tên Diên Hồng theo Hội nghị Diên Hồng) và phòng họp của Ủy ban Thường vụ Quốc hội (đặt tên Tân Trào theo Quốc dân Đại hội Tân Trào), cách đặt tên là đề xuất của Đại biểu Dương Trung Quốc.
Có hai lối vào công trình là Tiền sảnh chính hướng ra phía tây, đường Độc Lập (phía Quảng trường Ba Đình) và một sảnh hướng ra đường Bắc Sơn với sân rộng để tổ chức nghi lễ ngoài trời. Tiếp theo, dưới đáy phòng họp chính là Đại sảnh như một không gian mở. Đại sảnh có công năng đón khách cũng như không gian để tổ chức nghi lễ cấp cao. Từ Đại sảnh vào tòa nhà, hai bên là 2 hệ thống gồm 12 thang cuốn chạy từ tầng 1 đến tầng 3. Các tầng khác phải sử dụng thang máy gồm 10 thang máy và 2 thang nâng cho người khuyết tật. Hành lang các tầng thiết kế giống nhau. Mái nhà lắp kính tạo thành một giếng trời, lấy ánh sáng tự nhiên bao quanh phòng họp trung tâm.

#### Hội trường Diên Hồng

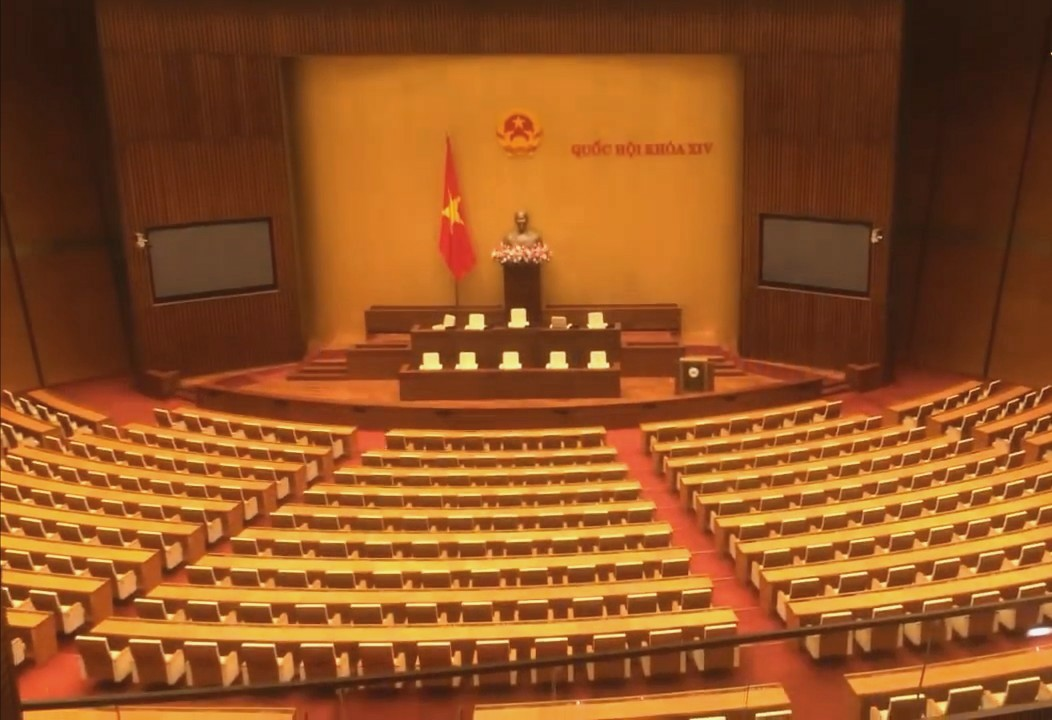
Hội trường Diên Hồng nhìn từ hàng ghế thính giả

Hội trường Diên Hồng hay Phòng Diên Hồng đặt chính giữa công trình, có mặt bằng hình tròn, mặt đứng có hình nón cụt ngược. Đường kính đáy dưới 44m, đường kính đáy trên 54m, mái tròn trên đường kính 60 m.
Phòng Diên Hồng được đặt trên 8 cột bê tông, trong đó khối lượng thép cốt cứng khoảng 640 tấn. Mỗi cột dài 15 m, trọng lượng 80 tấn/cột. Khi dựng cột đã dùng cần cẩu có sức nâng 1.250 tấn. Hệ thống 8 cột thép hình chữ I còn có chức năng giảm thiếu tác động của động đất.
Phòng Diên Hồng có quy mô: 575 chỗ ngồi của Đại biểu Quốc hội Việt Nam; 390 chỗ ngồi của báo chí và khách mời, khách dự thính. Bàn phòng họp bố trí hình vòng cung, giật cấp, hướng về sân khấu trung tâm. Khu vực Chủ tịch đoàn được bố trí hai dãy bàn, mỗi dãy 5 ghế, ghế chính giữa của Chủ tịch Quốc hội được đặt cao hơn. Hai bên là khu vực dành cho ủy viên Thường vụ quốc hội và thành viên Chính phủ.

#### Phòng Tân Trào
Phòng Tân Trào với chức năng chính là nơi họp của Ủy ban Thường vụ Quốc hội được bố trí ở tầng 2, cánh phía đông, chiều cao tầng thông thủy là 6m, diện tích phòng là 600 m². Phòng Tân Trào thiết kế hệ thống 6 màn hình xung quanh giúp các đại biểu dễ dàng quan sát diễn biến phiên họp. Toàn bộ thiết bị điện tử, hệ thống âm thanh ánh sáng hội trường đều được đặt và nhập từ nước ngoài.

#### Phòng báo chí
Theo thiết kế và ý tưởng ban đầu, phòng báo chí được đặt tại tầng B1 của Nhà Quốc hội với khoảng 300 chỗ ngồi. Thiết kế này bị giới truyền thông, phóng viên đánh giá là quá chật hẹp so với nhu cầu sử dụng. Ngay các phòng họp tổ cũng không đủ ghế ngồi cho phóng viên theo dõi các phiên họp. Số lượng phóng viên trong nước và một số hãng tin, thông tấn nước ngoài đăng ký tác nghiệp có lúc lên tới 500 người. Văn phòng Quốc hội đề ra phương án chia làm hai trung tâm báo chí, một ở phòng họp báo tầng B1 Nhà Quốc hội mới; một ở Văn phòng Quốc hội, số 37 Hùng Vương.
Ngay trong ngày đầu tiên làm việc tai Nhà Quốc hội mới, phóng viên các báo đã phải cùng nhau ký vào một bản kiến nghị gửi Văn phòng Quốc hội đề nghị tạo điều kiện hơn cho báo chí trong quá trình tác nghiệp, đặc biệt là việc tiếp cận đại biểu trong giờ giải lao.

#### Các không gian khác

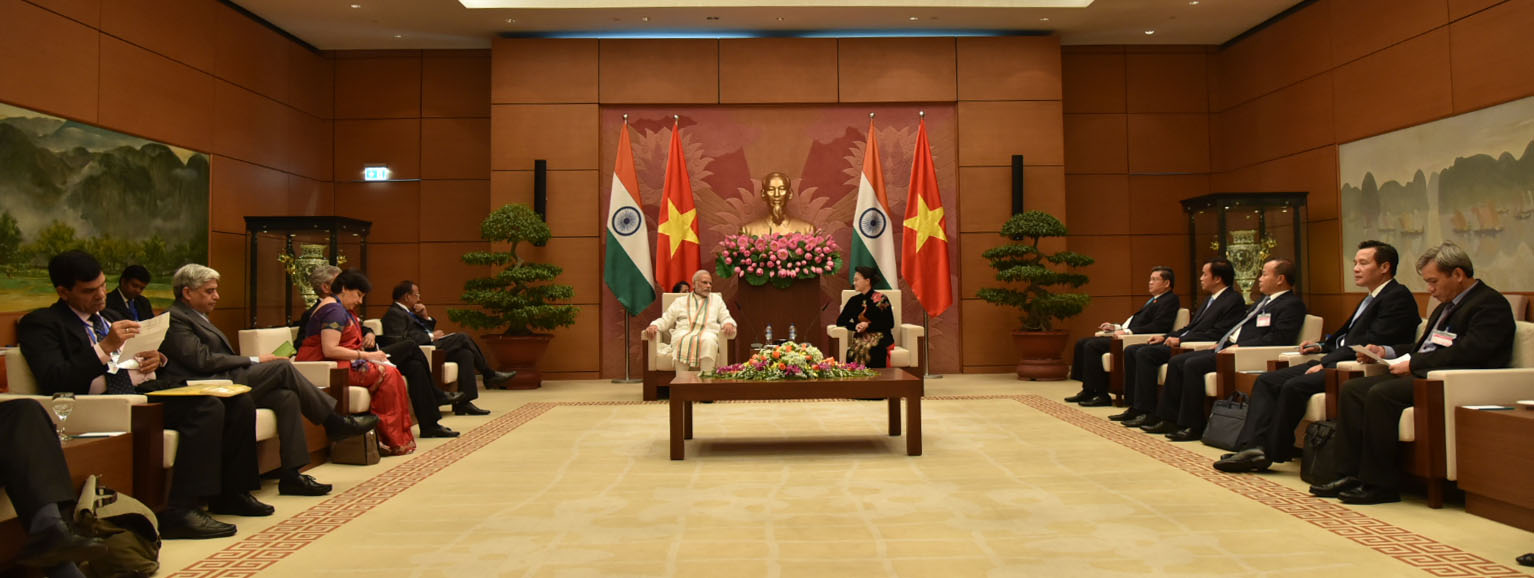
Phòng tiếp khách quốc tế

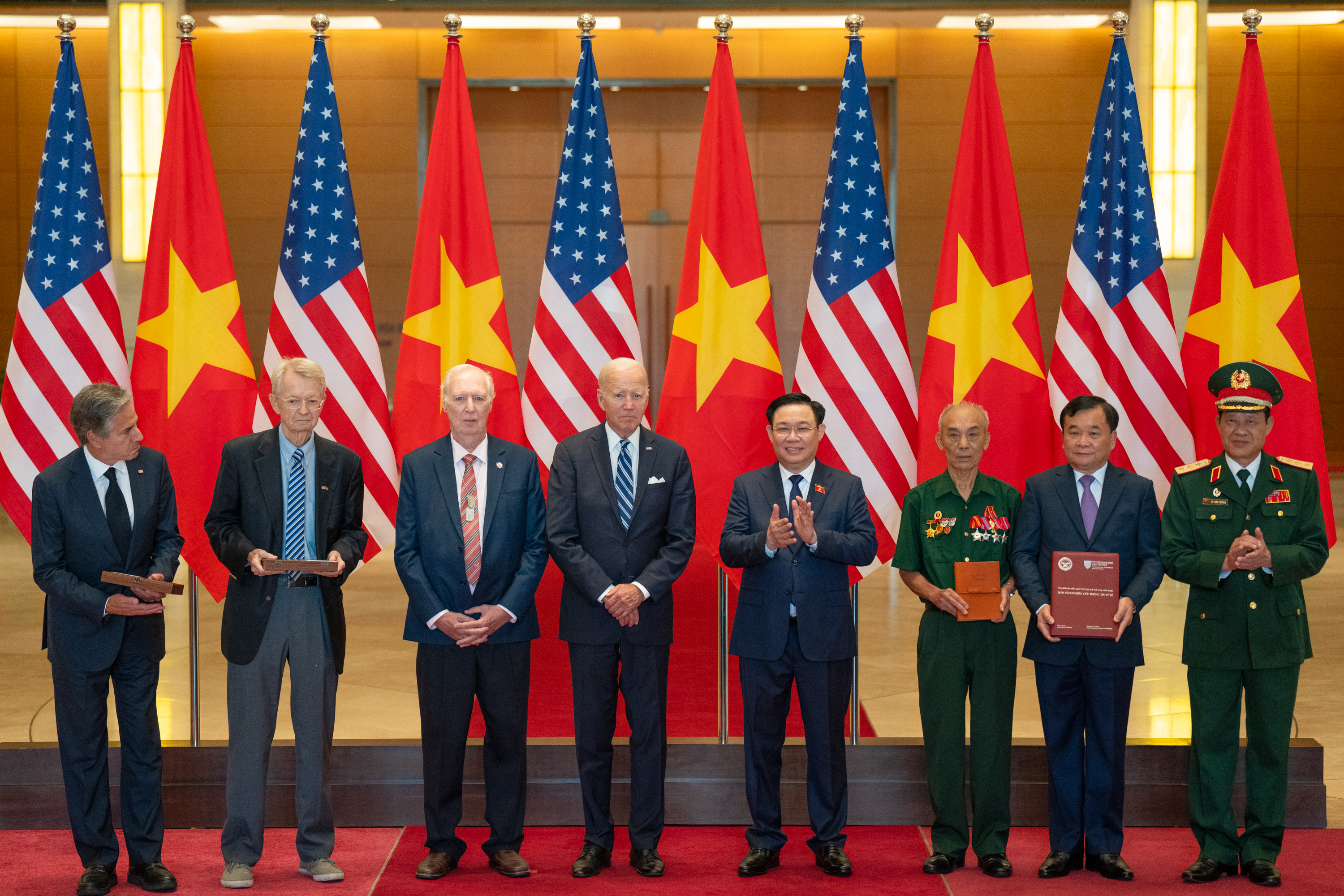
Một phần Sảnh khánh tiết

Các không gian khác trong tòa nhà bao gồm:
- Khu làm việc của các vị lãnh đạo cao cấp của Quốc hội (tầng 5, phía đông)
- Khu làm việc, họp của Hội đồng dân tộc và 9 Uỷ ban cùng các vụ giúp việc
- Khu làm việc của lãnh đạo Văn phòng Quốc hội
- Khu khánh tiết (sảnh khánh tiết, phòng khách quốc tế, phòng hội đàm, phòng tiếp đại biểu, nhân dân trong nước) (tầng 1)
- Phòng truyền thống của Quốc hội (tầng 1)

Thư viện Quốc hội có khả năng phục vụ 200 người đọc. Phòng đọc có diện tích 500 m², được thiết kế theo tiêu chuẩn phòng đọc mở, được phủ sóng wifi. Phòng đọc được chia thành 5 khu vực chức năng như: Khu vực dành riêng cho Đại biểu Quốc hội, khu vực báo chí, khu vực máy tính, khu vực nghiên cứu của Người đọc, khu vực đọc, nghiên cứu chung.
Phòng tiệc (tầng 1, phía bắc) có thể tổ chức tiệc đứng cho 800–1000 khách, có thể chia làm 3 phòng riêng biệt. Một phòng tiệc nhỏ cho khoảng 20 khách và hệ thống các phòng phục vụ. Khu vực hệ thống bếp ăn nhà Quốc hội có thể đảm bảo năng lực phục vụ hơn 1.000 suất ăn.
Dưới tầng hầm của Nhà Quốc hội là Khu trưng bày tương đương với một bảo tàng khảo cổ học mang tên Những khám phá khảo cổ học dưới lòng đất Nhà Quốc hội trên tổng diện tích gần 3.700m².

#### Các công trình phụ
Tòa nhà có khu vực đỗ xe ngầm quy mô 3 tầng hầm, sức chứa 550 ôtô với diện tích trên 17.000 m².
Đường hầm nối Nhà Quốc hội và trụ sở Bộ Ngoại giao (số 1, phố Tôn Thất Đàm) dài 60m, có hai phần đường dành cho người đi bộ và ôtô riêng biệt.

### Nội thất

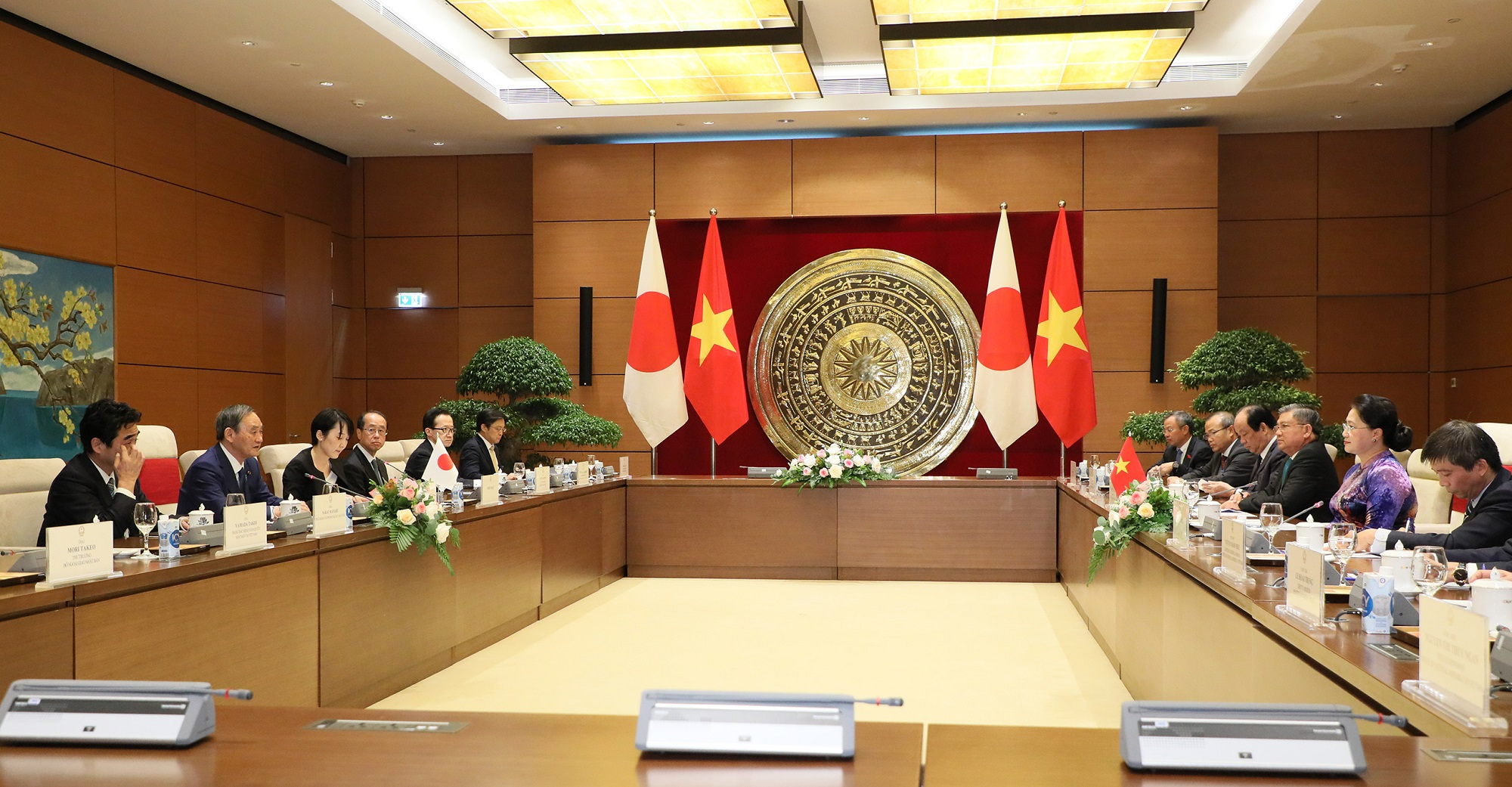
Phòng hội đàm

Phòng Diên Hồng gồm 2 tầng, phía trước có 2 màn hình lớn kích thước 100 inch. Phòng sử dụng 1.200 m² vách gỗ tường; khoảng 4.100 m² trần kim loại. Trên bàn họp của đại biểu được gắn các phím điều khiển chìm điện tử hiện đại, ở đó ghi rõ chức năng từng phím như: phát biểu, biểu quyết, tán thành, không tán thành, có phím ngôn ngữ, khe cắm thẻ điểm danh và tai nghe. Toàn bộ mặt bàn gỗ của phòng họp được sản xuất tại Việt Nam. Tầng 1 của phòng họp được lắp đặt 575 ghế ngồi họp của đại biểu. Mẫu ghế Sensó RT này được thiết kế riêng bởi Công ty Figueras International Seating cho Nhà Quốc hội và sản xuất tại Tây Ban Nha. Ghế bọc da màu kem, có thể xoay 360°, dù ghế được gắn cố định vào sàn nhà nhưng vẫn có thể di chuyển tịnh tiến phía trước và phía sau. Ghế sẽ tự động di chuyển về vị trí ban đầu khi không còn người ngồi ở cuối mỗi phiên họp. Tầng 2 được lắp đặt 390 ghế mẫu Sensó dành cho báo chí và khách tham dự. Tất cả các ghế được lắp đặt thiết bị thông tin hiện đại.
Tòa nhà có hơn 700 bộ cửa gỗ, các vách ngăn được sử dụng khung nhôm, vách kính cách âm mặt đứng, đóng tấm thạch cao và gia công tấm tường ốp gỗ. Toàn bộ đá ốp tường công trình được chế tác từ nước ngoài và được treo lên bằng giá chịu lực. Ngoài ra, còn sản xuất và lắp đặt khoảng 8.000 bộ bàn, ghế, đồ đạc nội thất cho các phòng làm việc và phòng họp. Hệ thống nhà vệ sinh sử dụng thiết bị sứ trong nước của Viglacera sản xuất.
Hệ thống chiếu sáng của công trình này có tới khoảng 21.000 bộ đèn nội thất cùng với hệ thống đèn chiếu sáng sự cố và chỉ dẫn thoát nạn, hệ thống điều khiển chiếu sáng. Môi trường làm việc được thiết kế ánh sáng và đảm bảo tầm nhìn hợp lý, lấy ánh sáng bên trong từ mái xuống và từ những cái hốc. Không chỗ nào trong Nhà Quốc hội bị ánh nắng chiếu trực diện, mặc dù là hướng Tây, nhờ thiết kế kết hợp hệ thống tấm che nắng, trang trí bằng nhôm đặc cắt hoa văn theo thiết kế (bên ngoài khung nhôm kính) và hệ thống tự động mặt đứng. Tòa nhà có hai bộ đèn chùm pha lê kích thước rất lớn: một treo trần phòng Diên Hồng nặng khoảng 6 tấn, một bộ treo ở Đại sảnh nặng khoảng 4,5 tấn, cả hai được đặt nguyên chiếc từ Ý.

### Ngoại thất

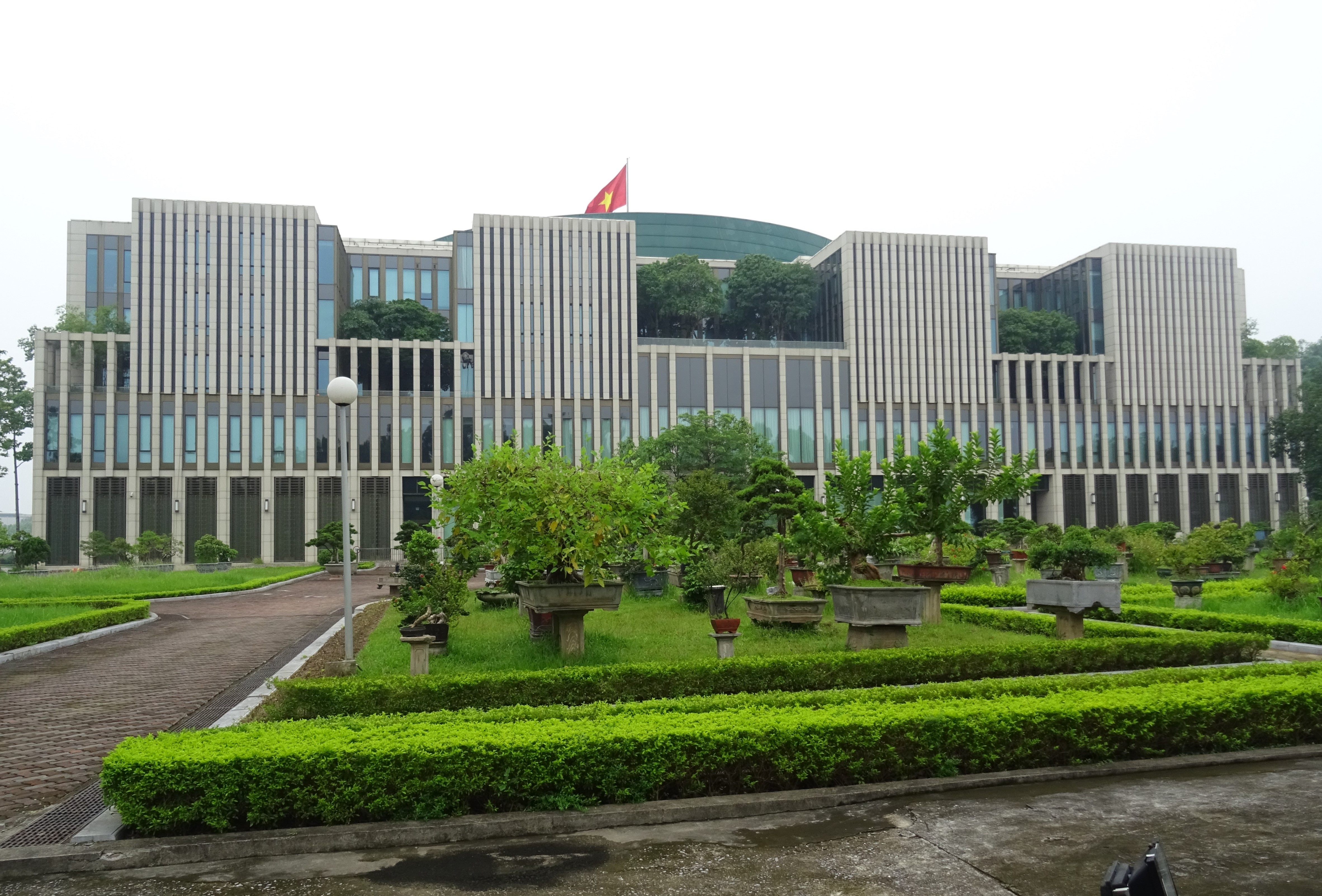
Trang trí ngoại thất với vườn cây cảnh bên ngoài và vườn treo trên cao của tòa nhà

Vật liệu mặt đứng toà nhà là đá tự nhiên mầu be sáng, kính và kim loại mầu đồng cũng như chất liệu gỗ. Phần kính lắp đặt bên ngoài toà nhà có màu sắc hài hoà với cảnh quan nhưng vẫn đảm bảo từ bên ngoài nhìn vào (khi hệ thống đèn chiếu sáng bên trong được bật) không làm lộ các chi tiết.

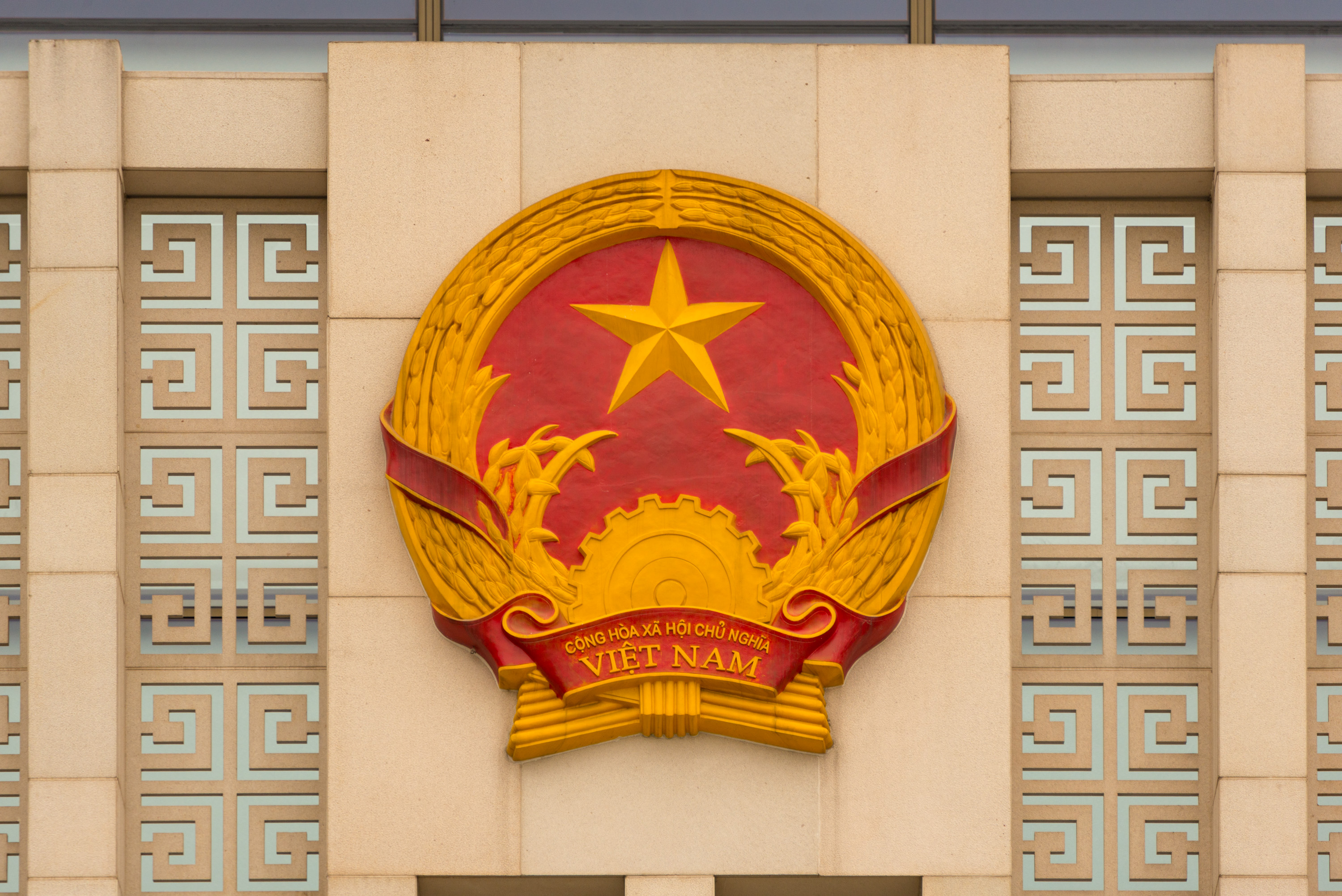
Quốc huy Việt Nam phía trước Nhà Quốc hội

Mô hình Quốc huy Việt Nam treo ở giữa mặt tiền của tòa nhà, bằng đồng nguyên chất, nặng 2,5 tấn được đúc trong nước. Các tiền sảnh bên ngoài tòa nhà và quảng trường Bắc Sơn được lát bằng hàng trăm nghìn tấn đá granite chống trơn khai thác tại Bình Định. Khu vực ngoài trời trên cao của tòa nhà có 14 khu vườn treo xen kẽ các phòng làm việc, tạo thành các mảng khuyết trên khối nhà lập phương, được trồng cọ, tre, lộc vừng.

### Hệ thống kỹ thuật
Tòa nhà tích hợp các giải pháp ứng dụng công nghệ, thiết bị tiên tiến phức tạp từ hàng trăm nhà sản xuất hàng đầu trên thế giới như máy phát điện, hệ thống đèn chiếu sáng, hệ thống phòng cháy chữa cháy, hệ thống tự động hoá mặt đứng, hệ thống cửa an toàn.
Hệ thống thiết bị âm thanh, hình ảnh và truyền hình được VNPT và Đài truyền hình VTC tham gia xây dựng, lắp đặt. Hệ thống điện tử, âm thanh được kết nối tới hệ thống ma trận chuyển mạch với các thiết bị đầu cuối đảm bảo tích hợp hài hòa với kiến trúc nội thất, có tính dự phòng cao và hoạt động ổn định. Hệ thống này có thể phục vụ 80 cuộc họp, hội đàm độc lập với trên 2500 đại biểu tại cùng một thời điểm trong tòa nhà.
Hệ thống cấp nước phục vụ tòa nhà tương đương một nhà máy nước, hệ thống điện và điều khiển cũng có quy mô như một nhà máy, tất cả nằm ở tầng hầm. Hệ thống đường dây điện của Nhà Quốc hội dài hơn 1.000 km. Đường dây cáp kết nối mạng LAN trong tòa nhà cũng dài tới 360 km.
Tòa nhà có 128 bộ camera quan sát; hệ thống quản lý ra, vào và điều khiển cửa (máy chủ, máy trạm, màn hình quan sát, tủ điều khiển và các thiết bị chấp hành).

#### Tiết kiệm năng lượng
Năm 2018, Nhà Quốc hội đã đạt Chứng nhận Năng lượng xanh 5 sao của Ủy ban nhân dân Thành phố Hà Nội. Nhà Quốc hội sử dụng hệ thống quản lý tòa nhà thông minh BMS (Building Management System) điều khiển vận hành hệ thống điều hòa không khí, hệ thống chiếu sáng, hệ thống an ninh, báo cháy, hệ thống thang máy, hệ thống quạt hút. Kính sử dụng tại tòa nhà là loại kính hộp với lớp chân không ở giữa, ngăn ngừa đến 72% tia UV truyền qua. Phần tường trong suốt của công trình có sử dụng kính tiết kiệm năng lượng, có khả năng cách âm, cách nhiệt. Một số vị trí kính bao quanh có thể mở được.
Toàn bộ không gian của tòa nhà đều sử dụng hệ thống điều hòa thông minh VRV của hãng Toshiba với những tính năng hệ thống điều hòa không khí có lưu lượng môi chất có thể thay đổi được thông qua việc điều chỉnh tần số dòng điện. Hiệu suất sử dụng năng lượng cao, với hệ thống bơm nhiệt SMMS (super modular mutil system) đạt được tỉ số hiệu suất sử dụng năng lương (EER) là 4,1 với mức công suất là 14 kW và có khả năng giảm điện tiêu thụ của hệ thống đến 50%. Hệ thống bơm nhiệt kết hợp năng lượng mặt trời cũng dùng để cung cấp nước nóng sinh hoạt với ưu thế không phụ thuộc vào thời tiết, hoạt động vào ban đêm, không như nước nóng năng lượng mặt trời đơn thuần.

## Khảo cổ

### Khu di tích khảo cổ 18 Hoàng Diệu

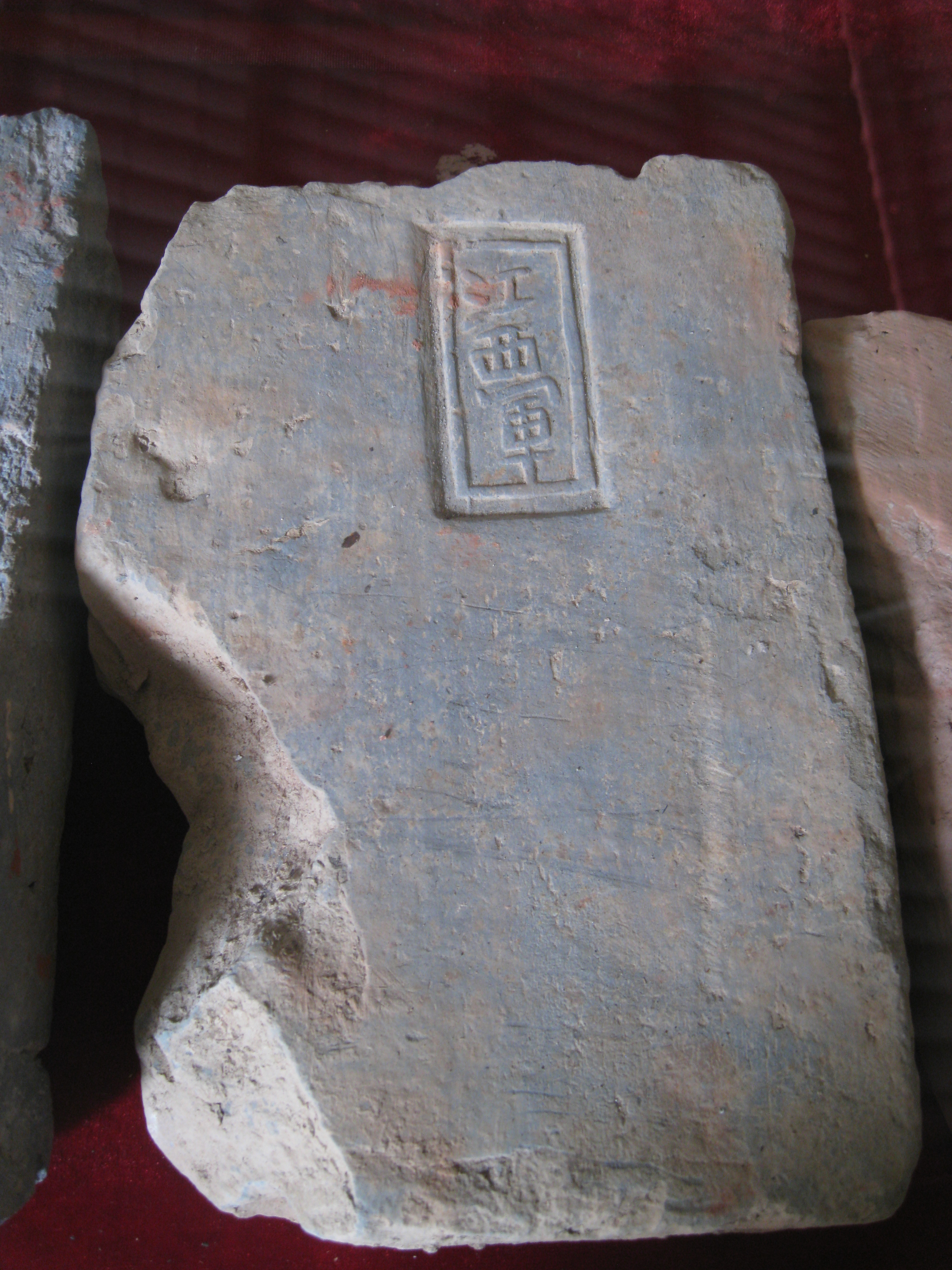
Gạch Giang Tây quân (chữ Hán: 江西軍) khai quật ở cố đô Hoa Lư (ảnh minh họa)

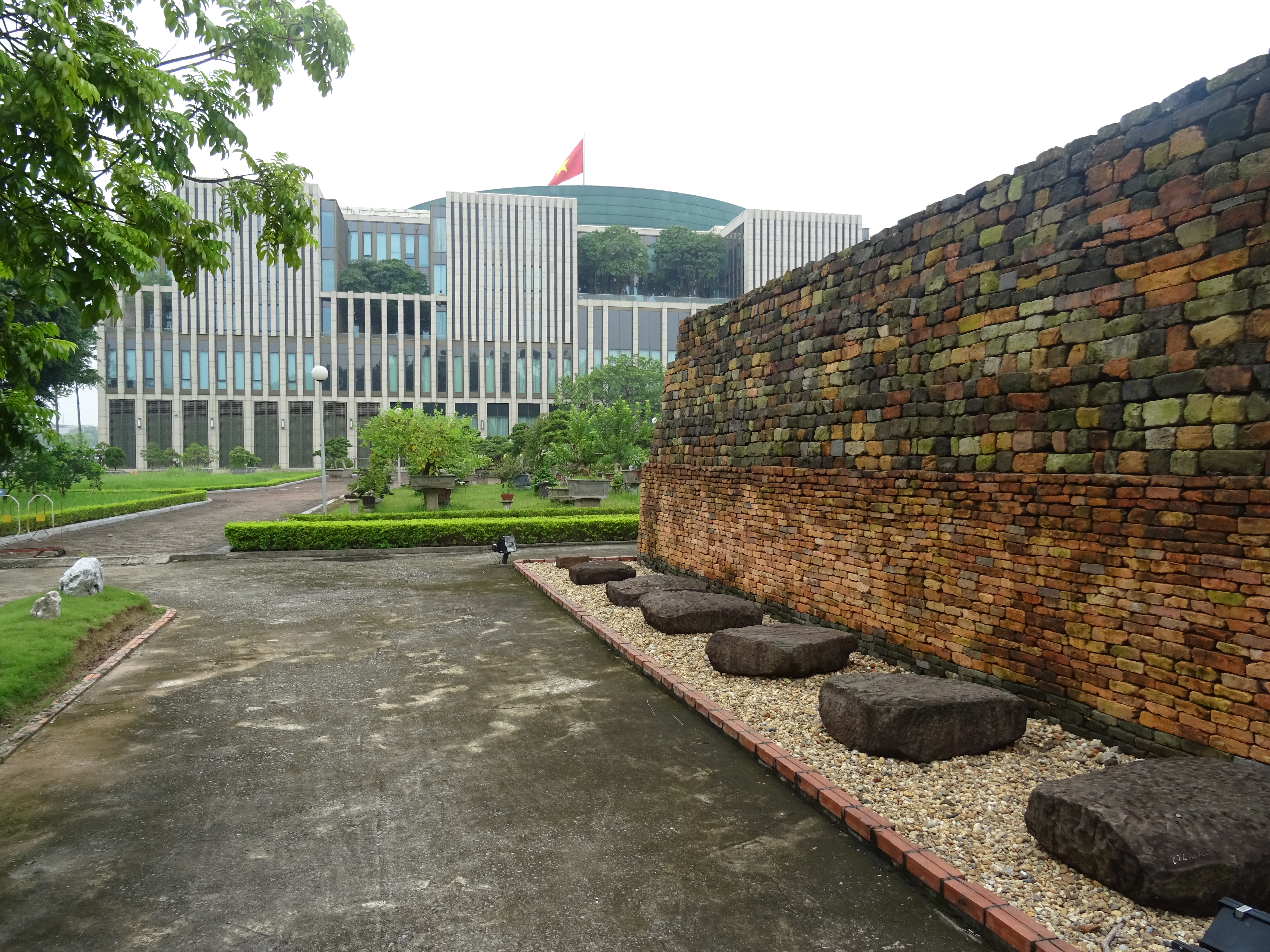
Các chân tảng kê cột và bức tường được ghép từ gạch cổ khai quật được tại di tích 18 Hoàng Diệu

Tháng 12 năm 2002, để chuẩn bị mặt bằng cho việc xây dựng Nhà Quốc hội, Viện Khảo cổ học đã tiến hành khai quật khảo cổ tại vị trí 18 Hoàng Diệu, vốn là khu nhà ở của sĩ quan Quân đội nhân dân Việt Nam. Do chịu sức ép từ phía thi công Nhà Quốc hội, các nhà khảo cổ chỉ xác định diện tích khai quật ban đầu là 2000m² trong tổng 48.000m² của khu đất, diện tích các hố khai quật rộng từ 50m² đến 100m². Tuy nhiên, sau vài tháng tiến hành khai quật đã làm xuất lộ hàng vạn hiện vật gạch, ngói, gỗ, gốm, và sứ. Chúng là kiến trúc cổ từ thời Lý, Trần, Lê và cả vết tích thành Đại La thời Đường; điều này gây bất ngờ lớn với các nhà khảo cổ. Các dấu tích hành lang, trụ sỏi với các tảng kê chân cột có khoảng cách trên 5,75m gợi ý về các công trình kiến trúc có quy mô cực lớn. Hội đồng tư vấn di tích được Bộ trưởng Bộ Văn hóa – Thông tin thành lập đã đề nghị giữ lại di tích và mở rộng phạm vi khai quật.
Cuộc khai quật khảo cổ học tại 18 Hoàng Diệu đã trở thành cuộc khai quật khảo cổ học lớn nhất Việt Nam từ trước tới nay. Khu khai quật khảo cổ học 18 Hoàng Diệu được Viện khảo cổ học chia làm làm 4 khu, đặt tên là A, B, C, D.
Tại các khu vực khai quật đều đã phát hiện được rất nhiều các loại hình di tích kiến trúc và di vật có niên đại xen lẫn nhau, chồng xếp lên nhau qua suốt 1300 năm: bắt đầu từ thời Đại La (679–938), qua các triều đại Ngô – Đinh – Tiền Lê (938–1009), thời Lý (1009–1225), Trần (1226–1400), Hồ (1400–1407), Lê sơ (1428–1527), Mạc (1527–1592), Lê trung hưng (1592–1789), Tây Sơn (1789–1802) và Nguyễn (1802 –1945). Lớp dưới cùng là hệ thống kiến trúc thuộc thời Tiền Thăng Long, thể hiện rõ qua hệ thong các cột gỗ, các nền móng kiến trúc, đường cống tiêu thoát nước, giếng nước và di vật như gạch “Giang Tây quân”, ngồi đầu ngói ống trang trí hình thú thần, mặt hề và nhiều đồ gốm sứ có niên đại thế kỉ VII – IX. Gạch in chữ “Giang Tây quân” là loại gạch in chữ Hán có niên đại sớm nhất được các nhà khảo cổ học phát hiện. Gạch do quân lính của tỉnh Giang Tây (Trung Quốc) sản xuất. Gạch được mang sang Việt Nam chủ yếu để xây thành Đại La và sau này là xây thành Hoa Lư.
Trên lớp kiến trúc thời Đại La là một số vị trí có dấu tích văn hóa thời Đinh – Tiền Lê, nhưng chiếm mật độ dày đặc vẫn là kiến trúc thời Lý – Trần (thế kỉ XI–XIII), biểu hiện rõ qua hệ thống mặt bằng kiến trúc có các trụ móng sỏi kê chân cột, các lớp nền gạch, chân tảng đá hoa sen, sân gạch, đường cống thoát nước, đặc biệt là các loại hình di vật trang trí tên mái kiến trúc có kích thước to lớn và được trang trí cầu kì, tinh xảo. Hệ thống các móng trụ hình vuông, xếp thành hàng ngang, dãy dọc với khoảng cách khá qui chuẩn, kích thước lớn và vị trí mỗi móng trụ là vị trí của một cột gỗ. Tiêu
biểu là việc tìm thấy dấu vết những kiến trúc cung điện có quy mô khổng lồ như kiến trúc 13 gian (đã xuất lộ 9 gian) ở phía Bắc khu A hay kiến trúc 13 gian ở giữa khu B, kiến trúc 9 gian ở hố D4–D5. Khoảng cách giữa các cột cái rất lớn, khoảng 6m, cho thấy các tòa nhà có kích thước rất to lớn, có thể dài ít nhất là 67m. Nhiều kiến trúc có các cột hiên được chôn sâu dưới lòng đất, nhằm gia cố sự bền vững của công trình. Kỹ thuật chôn cột và sự gia cường chống lún là những đặc trưng phản ánh về trình độ xây dựng cao và rất qui chuẩn của thời Lý.
Phía trên cùng là lớp kiến trúc thời Lê (thế kỉ XV–XVIII) với dấu tích của các nền kiến trúc xây bằng gạch vồ, hệ thống giếng nước, đặc biệt là các loại ngói thanh lưu ly, hoàng lưu ly trang trí rồng năm móng chuyên dùng để lợp trên mái cung điện của nhà vua và các loại đồ sứ ngự dụng dành riêng cho nhà vua. Một số vị trí có dấu tích văn hoá thời Nguyễn (thế kỉ XIX – XX) nhưng mờ nhạt không rõ ràng.
Các nhà khảo cổ đã tìm thấy những di tích và hiện vật độc đáo gắn liền với nhà nước quân chủ Việt Nam và đời sống cung đình mà vẫn còn gây tranh cãi về tên gọi cũng như công năng: đàn tế trời, mảnh gỗ khắc chữ "sắc mệnh chi bảo"...
Trên thế giới rất hiếm có Thủ đô một nước mà trong lòng đất còn bảo tồn được một quần thể di tích, di vật mang bề dày lịch sử – văn hóa dài lâu và có các tầng văn hóa chồng xếp, nối tiếp nhau một cách khá liên tục. Đây là một đặc điểm nổi bật của khu di tích khảo cổ 18 Hoàng Diệu. Năm 2010, khu Trung tâm Hoàng thành Thăng Long – Hà Nội, bao gồm trục trung tâm và khu khảo cổ 18 Hoàng Diệu, được ghi danh vào Danh sách Di sản Thế giới của UNESCO.
Năm 2015, Ban quản lý dự án đầu tư xây dựng Nhà Quốc hội và Hội trường Ba Đình (mới) đã bàn giao mặt bằng khu tích khảo cổ học 18 Hoàng Diệu cho Trung tâm bảo tồn di sản Thăng Long – Hà Nội sau khi thi công các công trình hạ tầng kỹ thuật và cảnh quan khu vực khảo cổ học 18 Hoàng Diệu. Toàn bộ các di tích khảo cổ học trong khu vực này đã được lấp cát bảo tồn, giữ nguyên trạng các di tích khảo cổ trong lòng đất và chuẩn bị cho việc phục vụ khách tham quan.

### Khu trưng bày "Những khám phá khảo cổ học dưới lòng đất Nhà Quốc hội"

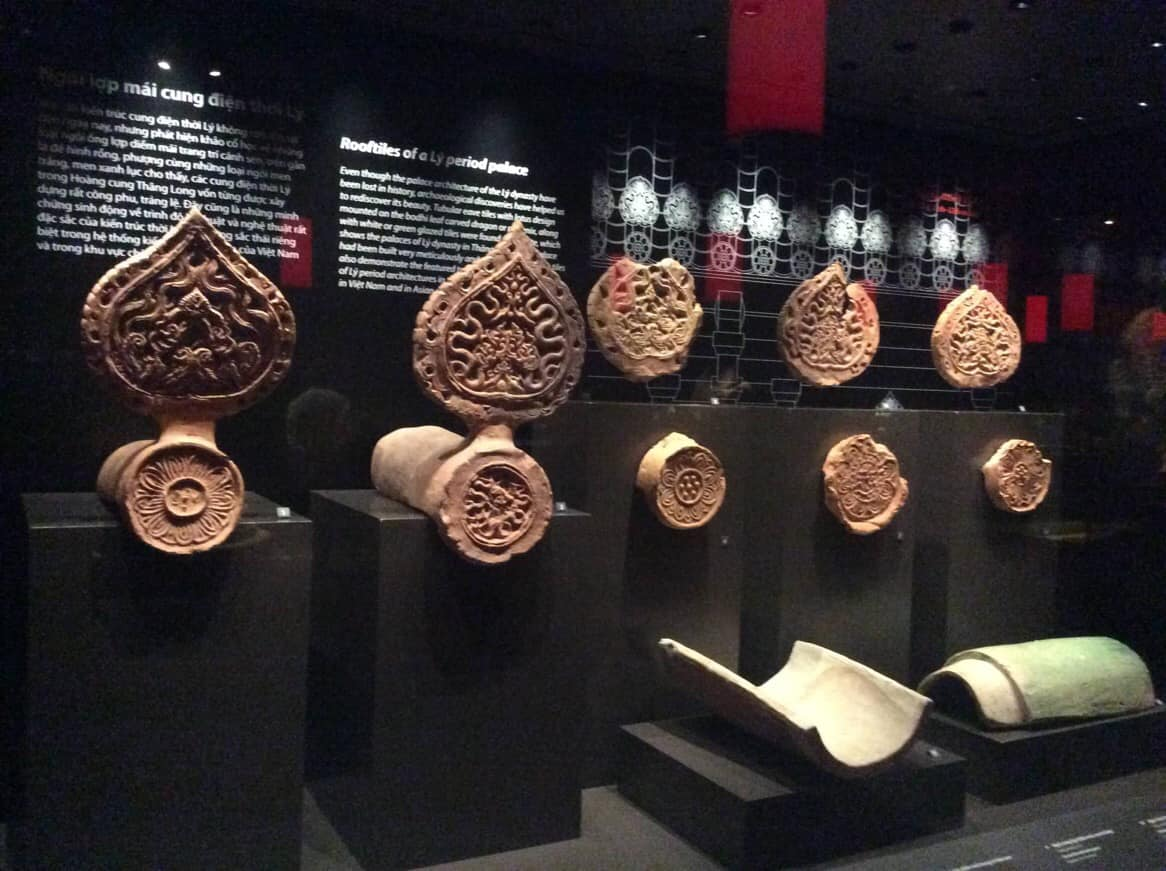
Các loại ngói lợp mái cung điện thời Lý trưng bày tại tầng hầm Nhà Quốc hội

Dự án Trưng bày di tích, di vật dưới tầng hầm Nhà Quốc hội được chính thức khởi động từ cuối năm 2011 và đã hoàn thành, mở cửa vào tháng 5 năm 2016. Thủ tướng Chính phủ đã giao Viện Hàn lâm Khoa học xã hội Việt Nam, trực tiếp là Trung tâm Nghiên cứu Kinh thành (năm 2017 chuyển thành Viện Nghiên cứu Kinh thành) tổ chức thực hiện Dự án. Khu trưng bày được xem là Bảo tàng Khảo cổ học đầu tiên ở Việt Nam.
Khu trưng bày sâu dưới mặt đất từ 7 m đến 13 m, có tổng diện tích mặt bằng trưng bày khoảng 3.700 m² với hơn 400 di vật và gần 10 di tích, chọn lọc trong số hàng chục nghìn di vật và 140 di tích từ nền móng của Nhà Quốc hội đã được các nhà khảo cổ học phát hiện, lưu giữ trong quá trình khai quật tại khu vực này trong hai năm 2008–2009. Trưng bày được đặt ở 2 tầng hầm, thể hiện theo lát cắt địa tầng khảo cổ, càng sâu càng có niên đại xưa hơn. Tầng dưới, sát lòng đất, là nơi giới thiệu về các di tích và hiện vật thời Tiền Thăng Long, tức là những hiện vật có niên đại từ thế kỷ 7 đến thế kỷ 10. Tầng trên là nơi giới thiệu kiến trúc và đời sống của hoàng cung kinh thành Thăng Long trải qua các triều đại Lý, Trần, Lê, từ thế kỷ 11 đến thế kỷ 18.
Ở đây đã sử dụng những thủ pháp trưng bày bảo tàng hiện đại nhất, tiên tiến nhất với kỹ thuật mới nhất. Chẳng hạn như trưng bày hiện vật trong tủ kính kết hợp với hiện vật hay khối hiện vật âm dưới nền sàn mà người xem có thể đi trên mặt sàn kính với không gian lớn, tạo cảm giác như đi trên những hố khai quật thực sự, cùng với những hiện vật lớn đặt ngay trên sàn, không tủ kính. Việc sử dụng ánh sáng (đèn LED) trong trưng bày rất sống động. Trưng bày giới thiệu được kỹ thuật xây dựng “cột âm” cho người xem và trình diễn mặt bằng kiến trúc qua hệ thống 42 đèn cột ánh sáng mô phỏng 42 cột gỗ của một công trình kiến trúc cung điện thời Lý. Trình chiếu bắt đầu bằng việc chiếu ánh sáng vào hệ thống móng trụ, làm nổi các hoa văn trên các chân tảng, hiện hình dáng chân tảng, sau đó thể hiện các cọc gỗ sơn son mọc lên. Một chu trình ánh sáng như vậy diễn ra trong khoảng 5 phút. Ngoài ra, các đoạn phim 3D được chiếu trên những mảng tường đen để tạo hiệu ứng như: hình ảnh động về bức họa Trúc Lâm đại sĩ xuất sơn đồ, phim 3D cho thấy chim nhảy trong lồng kết hợp với âm thanh tiếng chim hót (minh họa cho hiện vật chiếc coóng đựng thức ăn nuôi chim trong Hoàng cung)...
Trưng bày dưới tầng hầm Nhà Quốc hội đã đạt đến tiêu chuẩn quốc tế mà ít bảo tàng ở Việt Nam thực hiện được. Các thiết bị tương tác hiện đại như màn hình cảm ứng 48 và 90 inch cùng với sàn tương tác lớn là không gian để khai thác thông tin và để trẻ em thoải mái tương tác, tham gia các trò chơi kết hợp học về khảo cổ. Tuy nhiên, khu trưng bày vẫn chưa có phương án cụ thể về việc người dân được vào xem rộng rãi, hiện nay chỉ các chuyên gia, các bộ phận liên quan đến công việc ở Nhà Quốc hội như: Đại biểu Quốc hội, các đoàn khách quốc tế hay khách đi theo đoàn có đăng ký trước tại Văn phòng Quốc hội hoặc Viện Nghiên cứu kinh thành mới được vào tham quan.

## Nghệ thuật đương đại
Năm 2018, theo ý tưởng của Chủ tịch Quốc hội Nguyễn Thị Kim Ngân, 15 nghệ sĩ đã thực hiện không gian nghệ thuật đương đại dưới tầng hầm Nhà Quốc hội theo chủ đề "đối thoại với giá trị di sản văn hoá nghệ thuật". Hơn 500m chiều dài của 3 khu vực đường hầm Nhà Quốc hội (đường hầm nhỏ, đường hầm lớn và lối hầm nhà để xe) được phủ kín bằng những cụm tác phẩm sắp đặt không gian kích thước lớn. Những tác phẩm với đa dạng chất liệu đã làm biến đổi hoàn toàn lối đi hầm của Nhà Quốc hội trở thành một không gian nghệ thuật đương đại. Không gian nghệ thuật đương đại này được Bộ Văn hóa, Thể thao và Du lịch bình chọn là một trong 10 sự kiện văn hóa, thể thao và du lịch tiêu biểu của Việt Nam năm 2018.
Giám tuyển nghệ thuật của dự án là nghệ sĩ thị giác Nguyễn Thế Sơn. 15 nghệ sĩ (Lê Đăng Ninh, Nguyễn Oanh Phi Phi, Nguyễn Khắc Quang, Nguyễn Thế Sơn, Nguyễn Xuân Lam, Phạm Khắc Quang, Phan Hải Bằng, Trần Công Dũng, Trần Hậu Yên Thế, Triệu Khắc Tiến, Triệu Minh Hải, Trịnh Minh Tiến, Vũ Kim Thư, Vũ Xuân Đông, Vương Văn Thạo) cùng với hơn 100 trợ lý kỹ thuật và những người thợ lành nghề ở 10 xưởng chế tác rải rác khắp Hà Nội, Thái Bình và Huế đã làm việc liên tục trong 3 tháng để có được 35 tác phẩm hoàn toàn mới. Dự án có những tác phẩm đa dạng từ đồ họa mở đến chất liệu sắp đặt đa phương tiện, video art trên lụa, nhiếp ảnh phù điêu, sắp đặt chạm khắc đồng tương tác, sắp đặt hàn sắt chuyển động. Không gian nghệ thuật đương đại này kết nối với hai không gian tầng hầm của Bảo tàng khảo cổ về Thăng Long và Tiền Thăng Long tạo ra sự tương tác kết nối từ không gian cổ đại đến đương đại, mang lại cho người xem một trải nghiệm đặc biệt.
Đây là không gian đầu tiên ở Việt Nam có bộ sưu tập nghệ thuật đa dạng về loại hình và chất liệu được thiết kế dành riêng cho không gian chuyên biệt, có thể coi là một bảo tàng nghệ thuật đương đại quan trọng tại Việt Nam.